# Chrysosoma asperum
Chrysosoma asperum är en tvåvingeart som beskrevs av Octave Parent 1934. Chrysosoma asperum ingår i släktet Chrysosoma och familjen styltflugor. Inga underarter finns listade i Catalogue of Life.